# Łubieniki
Łubieniki (biał. Лубенікі, ros. Лубеники, Łubieniki) – wieś na Białorusi, w obwodzie homelskim, w rejonie brahińskim, w sielsowiecie Uhły. W 1921 roku znajdowało się w niej 26 budynków.